# Jakob Stricker
Jakob Stricker (* 23. April 1898 in Stein; † 13. September 1965 in Herisau; heimatberechtigt in Stein) war ein Schweizer Politiker aus dem Kanton Appenzell Ausserrhoden.

## Leben
Jakob Stricker war ein Sohn von Johann Jakob Stricker, Landwirt, und Anna Katharina Ringeisen. Im Jahr 1924 heiratete er Margaretha Steingruber, Tochter von Johann Jakob Steingruber, Landwirt.
Stricker übernahm den väterlichen Bauernbetrieb in Stein, dem bis 1939 eine Fremdenpension angegliedert war. Von 1928 bis 1933 war er Gemeinderichter, ab 1930 Präsident des Gemeindegerichts. Er sass von 1933 bis 1948 im Gemeinderat. Ab 1938 amtierte er als Gemeindehauptmann. Von 1942 bis 1948 war er Ausserrhoder Kantonsrat. Ab 1948 bis 1962 hatte er das Amt als Regierungsrat inne. Bis 1956 stand er der Bau- und Landwirtschaftsdirektion vor. Von 1956 bis 1960 leitete er als Regierungsrat die Bau- und Assekuranzdirektion und von 1960 bis 1962 die Gemeinde- und Assekuranzdirektion. Stricker präsidierte von 1936 bis 1953 den Land- und Alpwirtschaftlichen Verein Stein und ab 1953 bis 1965 die Aufsichtskommission der kantonalen Bauernhilfskasse. Er leitete von 1963 bis 1965 die Filiale der Ausserrhoder Kantonalbank in Stein. Seine Frau führte diese weiter bis 1979.